# Svitlana Ivanivna Smiian
Svitlana Ivanivna Smiian (sinh ngày 15 tháng 8 năm 1966, Zheleznovodsk, Stavropol, Nga) là một nhà khoa học người Ukraina thuộc chuyên khoa thấp khớp. Bà được trao bằng Tiến sĩ khoa học Y học năm 1996 và được phong hàm Giáo sư năm 1997. Bà hiện là Trưởng khoa Nội số 2 của Đại học Y Quốc gia I. Ya. Horbachevskyi Ternopil, Bà là Nhân vật Khoa học và Công nghệ Ukraina được vinh danh năm 2004.

## Tiểu sử
Bà tốt nghiệp danh dự tại Viện Y Ternopil (sau này là Đại học Y Quốc gia I. Ya. Horbachevskyi Ternopil) năm 1989 chuyên ngành Y học tổng quát.
Từ năm 1989 đến năm 1991, bà là bác sĩ nội trú lâm sàng tại Viện Y Bogomolets Kyiv (sau này là Đại học Y Quốc gia Bogomolets) và Viện Y Nhà nước Ternopil. Bà tốt nghiệp chuyên ngành Trị liệu năm 1991, chuyên ngành Thấp khớp năm 2007 và chuyên ngành Y đa khoa-Y học gia đình năm 2021.
Từ năm 1989, bà bắt đầu công tác tại Viện Y Ternopil. Bà đã trải qua các thời kì là bác sĩ nội trú lâm sàng, trợ lý tại khoa, phó giáo sư và giáo sư. Từ năm 1997, bà là trưởng khoa Trị liệu, và từ năm 2006, bà trở thành giáo sư tại cùng khoa.
Từ năm 2009, bà giữ chức trưởng khoa Nội số 2.
Bà có chuyên môn về chẩn đoán siêu âm, chẩn đoán nhiệt lâm sàng và đo mật độ tia X.

## Hoạt động khoa học
Năm 1991, bà bảo vệ luận án Phó tiến sĩ về "Điều chỉnh rối loạn peroxy hóa lipid và tình trạng miễn dịch ở bệnh nhân viêm xương khớp biến dạng nguyên phát" thuộc chuyên khoa 14.00.39 - thấp khớp học. Cố vấn khoa học của bà là Tiến sĩ khoa học Y học, Giáo sư Mykola Ivanovych Shved.
Năm 1996, bà bảo vệ luận án Tiến sĩ khoa học về "Giai đoạn đầu của viêm xương khớp nguyên phát: cơ chế phát triển, phòng khám, chẩn đoán, điều trị (nghiên cứu lâm sàng và thực nghiệm)" thuộc chuyên khoa 14.00.39 - thấp khớp học. Cố vấn khoa học của bà là viện sĩ Viện Hàn lâm Khoa học Y học Ukraina, Tiến sĩ khoa học Y học, Giáo sư Volodymyr Mykolaiovych Kovalenko và viện sĩ thông tấn của Viện Hàn lâm Khoa học Y học Ukraina, Tiến sĩ khoa học Y học, Giáo sư Volodymyr Oleksiiovych Bobrov.
Bà là trưởng nhóm sáng kiến và công trình nghiên cứu liên ngành "Một cách tiếp cận tích hợp nhằm kiểm soát triệu chứng, tiên lượng trước mắt và lâu dài trong các điều kiện bệnh lý đi kèm trong phòng khám nội khoa và thực hành bác sĩ gia đình"; số đăng ký nhà nước 0118U000361.
Bà là thành viên của hai hội đồng học thuật chuyên ngành: D 58.601.02 tại Đại học Y Quốc gia Horbachevskyi Ternopil [9] và D 26.616.01 tại Viện Tim mạch, Y học lâm sàng và tái tạo mang tên Viện sĩ M. D. Strazhesko của Viện Hàn lâm Khoa học Y tế Quốc gia Ukraina. і Д 26.616.01 при ДУ «ННЦ «Інститут кардіології ім. академіка М.Д. Стражеска НАМН України» Lưu trữ ngày 12 tháng 7 năm 2021 tại Wayback Machine
Bà là cố vấn luận án cho 6 tiến sĩ khoa học và 18 phó tiến sĩ.

### Lĩnh vực nghiên cứu
Lĩnh vực nghiên cứu của bà bao gồm sinh bệnh học, chẩn đoán và điều trị loãng xương, viêm xương khớp nguyên phát, bệnh gút, bệnh mô liên kết toàn thân, viêm mạch toàn thân. Bà đã khẳng định tác động và khả năng cao mắc các vấn đề về tim mạch, rối loạn trao đổi chất, tổn thương thận và gan khi mắc bệnh gút, viêm xương khớp, viêm cột sống dính khớtr. Bà đã phát triển các phương pháp tiếp cận để điều trị các tình trạng bệnh đi kèm trong chuyên ngành thấp khớp.
Bà cùng với các cộng sự là những nhà khoa học đầu tiên ở Ukraina nghiên cứu về bệnh loãng xương toàn thân bằng cách sử dụng phép đo mật độ tia X hai photon. Bà có công trong việc xây dựng cơ sở dữ liệu tham khảo về mật độ khoáng xương của người khỏe mạnh ở tỉnh Ternopil, cũng như là người đưa ra các phân tích có tính hệ thống về mối liên quan về mặt sinh bệnh học của rối loạn xương trong điều trị bệnh thấp khớp, bệnh lý huyết học và thận, hen phế quản và bệnh phổi tắc nghẽn mạn tính.

## Công tác biên tập và đoàn thể xã hội
Svitlana Ivanivna Smiian là một thành viên tích cực trong nhiều đoàn thể xã hội chuyên ngành, đặc biệt, bà là:
- Chủ tịch Hội các Nhà trị liệu tỉnh Ternopil;[1][10][11]
- Thành viên Ban tổ chức Hội nghị khoa học và thực tiễn toàn Ukraina của Hiệp hội các Bác sĩ thấp khớp Ukraina;
- Thành viên ban biên tập Tạp chí Thấp khớp Ukraina (Український ревматологічний журнал);[12]
- Thành viên ban biên tập tạp chí "Y học gia đình" (Сімейна медицина);[13]
- Thành viên ban biên tập tạp chí "Tạp chí Y học Đông Ukraina" (Eastern Ukrainian Medical Journal);[14]
- Thành viên của các đại hội khoa học hàng năm của ACR/ARHP,[15] EULAR[15] và hội nghị toàn thể của Hiệp hội các Bác sĩ thấp khớp Ukraina;[15]
- Thành viên Hiệp hội các Bác sĩ thấp khớp Ukraina. Lưu trữ ngày 9 tháng 7 năm 2021 tại Wayback Machine

## Giải thưởng nhà nước Ukraina
Năm 2004, Svitlana Ivanivna Smiian được trao danh hiệu danh dự "Nhân vật Khoa học và Công nghệ Ukraina được vinh danh" . Lưu trữ ngày 22 tháng 10 năm 2020 tại Wayback Machine
Năm 2017, bà được trao Huân chương của Viện Hàn lâm Khoa học Y học Quốc gia Ukraina mang tên M. D. Strazhesko "Vì công lao trong lĩnh vực y tế".
Năm 2020, bà được trao bằng khen của Ủy ban tỉnh Ternopil.

## Công trình khoa học
Svitlana Ivanivna Smiian là tác giả và đồng tác giả của 390 ấn phẩm giáo dục, phương pháp luận và khoa học, bao gồm 11 bằng độc quyền sáng chế cho các phát minh và mô hình tiện ích, 4 chuyên khảo, 7 giáo trình (có 6 cuốn viết bằng tiếng Anh), 7 sách hướng dẫn (có 4 cuốn viết bằng tiếng Anh), 2 danh mục, 6 tờ thông tin, 1 hướng dẫn lâm sàng.

### Công trình khoa học chính
1. Вплив анемії на індуковану кардіоваскулярну токсичність: монографія за редакцією члена-кореспондента НАМНУ, професора Т.О. Перцевої. [Перцева Т.О., Сміян С.І., Кузьміна А.П. та співавтори]. – Чернявський Д.О., Кривий Ріг, 2019. – 260 tr.
2. Кардіотоксичність індукована антиметаболітами: монографія  / Перцева Т.О., Кузьміна А.П., Потабашній В.А., Сміян С.І.; за ред. Г. В. Дзяка: Дніпропетровск, ІМА-прес, 2014. - 228 tr.
3. Анемія - коморбідний стан / [Дзяк Г.В., Перцева Т.О., Потабашній В.А., Кузьміна А.П., Сміян С.І.]; за редакцією академіка НАМН України, професора Г.В. Дзяка: Дніпропетровськ, 2013. - 268 tr.
4. Проблеми остеопорозу: монографія/за ред. проф. Л.Я. Ковальчука. Тернопіль: Укрмедкнига, 2002. 446 tr.
5. Внутрішня медицина = Internal medicine : Part 1 : textbook for English-speaking students of higher medical schools / biên tập bởi Giáo sư M. A. Stanislavchuk and Giáo sư V. K. Serkova. – Vinnytsia: Nova Knyha, 2019. – 408 tr.
6. Внутрішня медицина = Internal medicine : Part 2 : textbook for English-speaking students of higher medical schools / biên tập bởi Giáo sư M. A. Stanislavchuk and Giáo sư V. K. Serkova. – Vinnytsia: Nova Knyha, 2019. – 360 tr.
7. Внутрішні хвороби. Практичні навики, методи, дослідження : підручник : електронний ресурс / С.І. Сміян, О.Й. Бакалюк, М.П., Гаріян та ін.; Тернопільська держ. мед. академія. – Тернопіль : Укрмедкнига, 2001.
Internal Medicine. Rapid review for exam preparation (cardiology, rheumatology, nephrology). Study guide for 5th year students : textbook / / [Smiyan Svitlana I., Komorovsky Roman R., Bodnar Roksolana Y. et al.] ; Biên tập bởi Giáo sư Svitlana Smiyan. – Ternopil : TSMU, 2020.− 136 tr.
8. Internal Medicine. Rapid review for exam preparation (endocrinology, gastroenterology, pulmonology, haematology). Study guide for 4th year students : textbook / / [Smiyan Svitlana I., Komorovsky Roman R., Bodnar Roksolana Y. et al.] ; Biên tập bởi Giáo sư Svitlana Smiyan. – Ternopil : TSMU, 2020.− 178 tr.
9. Principles of internal medicine (Endocrinology, Gastroenterology, Hematology, Pulmonary diseases): Study Guide / [Smiyan S.I., Komorovskiy R.R., Lepyavko A.A., et al.]; biên tập bởi Giáo sư Svitlana Smiyan. – Ternopil: TSMU, "Ukrmedknyha" − 2019.− 474 tr.
10. Principles of Internal Medicine (Cardiology, Rheumatology, nephrology): Study Guide / [Smiyan S.I., Komorovskiy R.R., Slaba U.S., et al.] biên tập bởi Giáo sư Svitlana Smiyan. – Ternopil: TSMU, "Ukrmedknyha" - 2019. – 398 tr.
11. Методологічні підходи до оцінки імунного статусу / навчальний посібник для позаудиторної роботи лікаря-інтерна, за редакцією члена-кореспондента НАМНУ, професора Т. О. Перцевої. (переглянуто та доповнено). [Перцева Т. О., Сміян С. І., Кузьміна А. П. та співавтори]. – Чернявський Д. О., Кривий Ріг, 2019. – 436 tr.
12. Анемический синдром. Учебно - методическое пособие / [Дзяк Г.В., Перцева Т.А., Кузьмина А.П., Десятерик В.И, Смиян С.И.]; под редакцией академика НАМН Украины Г.В. Дзяка: Днепропетровск, ІМА-прес, 2012. - 383 tr.
13. Практичні навички з питань гемостазіології. Навчально – методичний посібник / [Дзяк Г.В., Перцева Т.О., Кузьміна А.П., Десятерик В.І., Сміян С.І.]; за редакцією академіка НАМН України Г.В. Дзяка: Днепропетровск, ІМА-прес, 2011. - 308 tr.
14. Шпитальна терапія в ситуаційних задачах / [проф. Сміян С.І., проф. Бакалюк О.Й., кандидати медичних наук: Гаврилюк М.Є., Гарач І.Г., Гаріян М.П., Грималюк Н.В., Жулкевич І.В., Насалик Б.Г., Масик О.М., Погоріла М.А., Пришляк В.Д., Цяпа Ю.М., Ясніцька М.Я.]; за редакцією проф. Сміян С.І.: Тернопіль, «Укрмедкнига», 2003. - 312 tr.
15. Головач І.Ю., Єрмолаєва М.В., Сміян С.І., та інші / за редакцією Синяченка О. В. Ревматологія в обличчях. Нумізматично-біографічний каталог. – Краматорськ: ЦТРІ – «Друкарський дім», 2019. -175 tr.
16. Медицина. Україна. Нумізматика : каталог / О. В. Синячен-ко, С. І. Сміян, М. В. Єрмолаєва, Ю. В. Думанський. — Тернопіль : Підручники і посібники, 2019. —192 tr.
17. Коваленко В.М., Головач І.Ю., Борткевич О.П., Рекалов Д.Г., Смян С.І. Клінічна настанова Остеоартрит / Остеоартроз. Міністерство охорони здоров'я України. Всеукраїнська асоціація ревматологів України. Київ, 2020.